# Jakoetsk

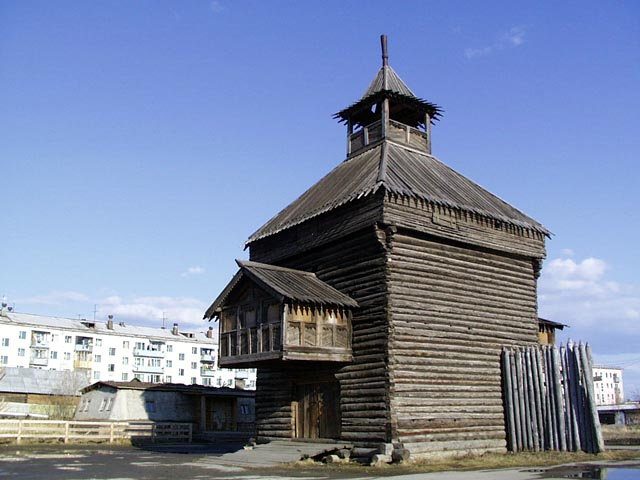
Toren van de ostrog. Onderdeel van een Russisch fort uit 1683. Afgebrand in 2002. Herbouwd in een van de straten van Jakoetsk

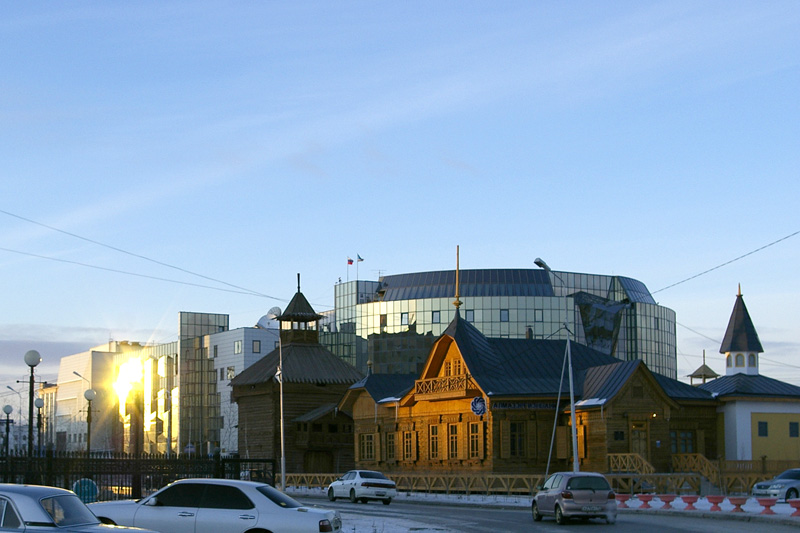
Het houten gebouw van de Russisch-Aziatische bank uit het einde van de 19de eeuw met de ostrogtoren ernaast vormt de voorgrond voor het moderne Komdragmeta-gebouw

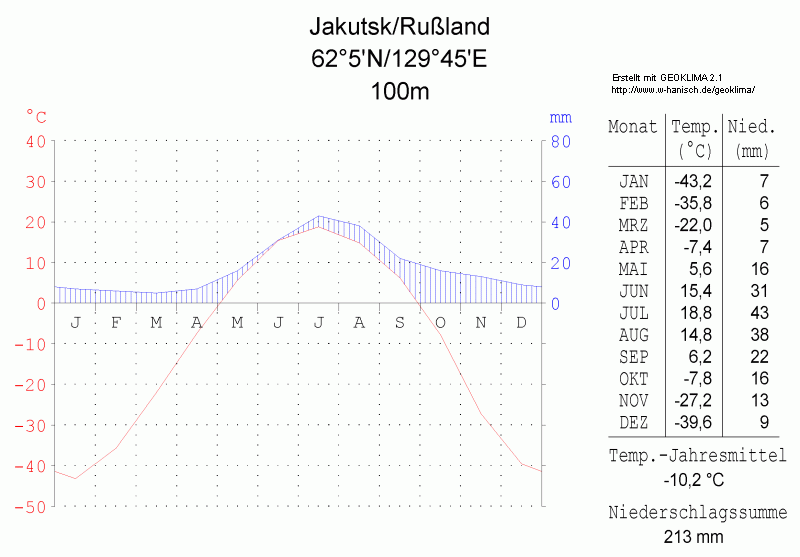
Klimatogram van de stad

Jakoetsk (Russisch: Якутск, Jakoets: Дьокуускай; Djokuuskaj) is de hoofdstad van Ruslands grootste autonome republiek Jakoetië. De stad ligt in het centrale deel van Jakoetië in de Toejmaädavallei in het noordwesten van het Russische Verre Oosten (of Oost-Siberië) op 6468 kilometer ten oosten van Moskou. De stad vormt een belangrijke haven aan de rivier de Lena en is de grootste stad ter wereld gebouwd op de permafrost.

## Geschiedenis
De stad werd gesticht op 25 september 1632 als een ostrog (houten kozakkenfort) door sotnik (luitenant over 100 van de streltsy) Petr Beketov uit Jenisejsk, die hier tijdens een expeditie met 30 man die de Lena verkenden, een ostrog stichtte genaamd Lenski (vernoemd naar de Lena), op 70 kilometer ten noorden van de huidige locatie. In 1643 werd de naam veranderd naar Jakoetsk en haar locatie verplaatst van de rechterkant naar de linkerkant van de Lena, omdat de oude locatie binnen het stroomgebied van de Lena bleek te liggen en daardoor regelmatig overstroomde en werd ondermijnd door de rivier. Jakoetsk was het militaire, bestuurlijke en handelscentrum van het Lenskigebied en fungeerde als uitvalsbasis voor de zemleprochodtsy, zoals Semjon Dezjnjov, Vladimir Atlasov, Ivan Moskvitin, Vasili Pojarkov en Jerofej Chabarov, die vanhieruit de oostelijker gelegen gebieden in kaart brachten en de lokale bevolking onderwierpen aan de tsarenheerschappij en de jasak (huidenbelasting). Veel bekende ontdekkingsreizigers als Vitus Bering, Chariton en Dmitri Laptev, Ferdinand Wrangel, Ivan Tsjerski en vele andere bekende wetenschappers, schrijvers en reizigers deden de plaats aan.
Tsaar Peter I liet er in 1707 een fort bouwen en de eerste stenen huizen. Het eerste huis was de residentie van de vojevoda (gouverneur) en het tweede de Drievuldigheidskathedraal in 1708, die later werd omgevormd tot een theater. Na de instelling van de gouvernementen door tsaar Peter I, werd Jakoetsk in 1708 allereerst onderdeel van het gouvernement Siberië, om aan het einde van de 18e eeuw onderdeel te worden van het gouvernement Irkoetsk. In 1822 werd Jakoetsk een provinciestadje en, bij de formatie van de provincie Jakoetië, werd het hier de hoofdstad van. In de jaren 80 en 90 van de 19e eeuw groeide de stad snel door de vondst van goud en andere edelmetalen, die de Siberische goldrush ook teweegbrachten rond de Lenarivier.
Tijdens de Russische Burgeroorlog werd de stad in de zomer van 1918 veroverd door het Witte Leger, die het in bezit hield totdat het in december 1919 verdreven werd door het Rode Leger.
Ten tijde van Stalin werd het goud nog veel gewilder en werden de ertslagen hiervan grootschalig ontwikkeld door de inzet van honderdduizenden Goelagdwangarbeiders van de Dalstroj. Zij legden ook onder andere de beruchte Bottenweg aan tussen Magadan, Oest-Nera en Jakoetsk.
In 2001 werd de stad bijna getroffen door een overstroming van de Lena. Met behulp van bommenwerpers en gevechtshelikopters werd het pakijs 60 kilometer stroomafwaarts in de rivier daarop bestookt met explosieven, zodat het water weer daalde.
In 2004 werden de nederzettingen met stedelijk karakter Kangalassy en Marcha bestuurlijk onderdeel van de stad.

## Klimaat
In de stad heerst een extreem landklimaat. Slechts drie maanden per jaar kunnen er als zomer bestempeld worden. Lente en herfst duren heel kort en tijdens de rest van het jaar zakt het kwik ver onder het vriespunt met als laagste gemiddelde maandwaarde -39,6 °C in januari. Eind september valt de winter in en in oktober vriest het de meeste tijd al. Zelfs is in oktober al eens -40 °C gemeten (1940). De korte, hete zomer kent vaak dagen achtereen met temperaturen boven 30 °C. Het absolute maximum aldaar gemeten is 38,3 °C in juli 1942. Het juligemiddelde ligt met 19,0 °C boven dat van Nederland (De Bilt 17,4 °C). Midden in de winter zijn temperaturen rond -40  °C normaal. Als uiterste minimum is in februari 1891 een temperatuur van -64,4 °C gemeten. Het ijs in de rivier de Lena begint eind april te smelten; door het snel smelten van de sneeuw stijgt het peil van de rivier vele meters aan het eind van het voorjaar. Het klimaat is met 238 mm per jaar vrij droog; vergelijk De Bilt met 797 mm per jaar.
| Maand                       | jan   | feb   | mrt   | apr   | mei   | jun  | jul  | aug  | sep   | okt   | nov   | dec   | Jaar  |
| --------------------------- | ----- | ----- | ----- | ----- | ----- | ---- | ---- | ---- | ----- | ----- | ----- | ----- | ----- |
| Hoogste maximum (°C)        | −11,5 | −2,2  | 8,3   | 21,1  | 31,1  | 35,4 | 38,4 | 35,4 | 27,0  | 18,6  | 3,9   | −3,9  | 38,4  |
| Gemiddeld maximum (°C)      | −34,0 | −27,9 | −11,6 | 2,6   | 13,8  | 23,1 | 25,8 | 21,8 | 11,9  | −3,0  | −22,3 | −34,4 | −2,9  |
| Gemiddelde temperatuur (°C) | −36,9 | −32,9 | −19,1 | −3,7  | 8,0   | 17,0 | 19,9 | 15,6 | 6,4   | −6,9  | −25,9 | −37,0 | −8,0  |
| Gemiddeld minimum (°C)      | −39,8 | −37,2 | −26,0 | −10,4 | 1,5   | 9,8  | 13,1 | 9,3  | 1,3   | −11,0 | −29,6 | −39,5 | −13,2 |
| Laagste minimum (°C)        | −63,0 | −64,4 | −54,9 | −41,0 | −18,1 | −4,5 | −1,5 | −7,8 | −14,2 | −40,9 | −54,5 | −59,8 | −64,4 |
|                             |       |       |       |       |       |      |      |      |       |       |       |       |       |
| Neerslag (mm)               | 10    | 9     | 6     | 8     | 20    | 30   | 40   | 37   | 30    | 19    | 17    | 9     | 234   |
| Bron: Weer en klimaat       |       |       |       |       |       |      |      |      |       |       |       |       |       |

## Economie
Jakoetsk is het financiële, culturele en bestuurlijke centrum van Jakoetië. Jakoetië is rijk aan delfstoffen en ten gevolge daarvan bevinden zich veel bedrijven uit die sector in Jakoetsk. Er bevinden zich onder andere bedrijven uit de diamantsector, zoals ALROSA, wiens diamantmijnen 20% van de wereldproductie van ruwe diamanten leveren, na De Beers de grootste producent ter wereld en bedrijven uit de goud- (jaarlijks wordt 30 ton goud gedolven in Jakoetië), aardolie- en aardgasindustrie. De stad is hierdoor zeer rijk geworden, hetgeen terug te zien valt in de vele nieuwe kantoorgebouwen.

## Transport

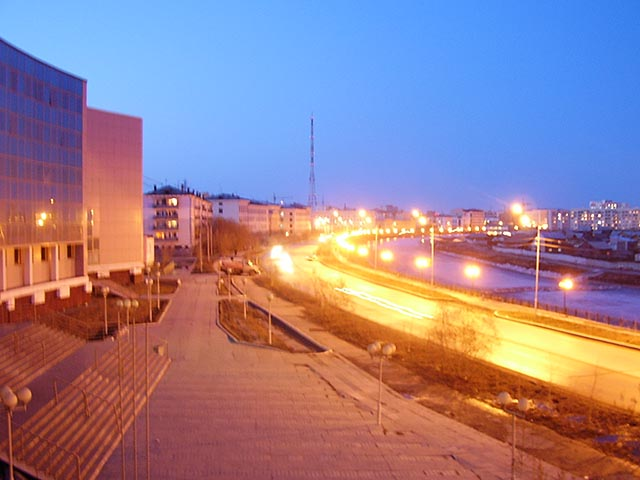
Koelakovskistraat met links een aantal universiteitsgebouwen

De stad heeft gebrekkige wegverbindingen met de rest van Rusland. De M-56weg naar Tynda (aan de Baikal-Amoerspoorlijn) ligt aan de oostelijke zijde van de Lena, terwijl Jakoetsk juist aan de linkerzijde ligt. In de zomer worden auto's per pont over de rivier gezet en in de winter, als de Lena bevroren is, rijdt men over het ijs. In de lente en herfst is er echter geen verkeer mogelijk over de rivier en is de bevolking afhankelijk van de lokale luchthaven (YKS). De stad ligt op ongeveer 450 kilometer van de dichtstbijzijnde spoorlijn, in Tommot. Vandaar loopt de spoorlijn naar Tynda.
Momenteel wordt er al een aantal jaren gewerkt aan de Amoer-Jakoetsk spoorlijn, die de stad moet aansluiten op de Baikal-Amoerspoorlijn. De bouw hiervan werd echter meerdere malen vertraagd door gebrek aan financiën. In november 2011 is de constructie van de spoorlijn gevorderd tot Nizhny Bestyakh, op de oostelijke oever tegenover Yakutsk, aan de Lenarivier. Er wordt een brug gepland tussen beide, zodat er het hele jaar door transport mogelijk is. De combinatie spoor- en wegbrug wordt iets stroomopwaarts gebouwd. De bouw van de brug werd uitgesteld na de annexatie van de Krim in 2014, omdat de middelen werden aangewend voor de bouw van de Krimbrug. Uiteindelijk begon de constructie van de Lenabrug in oktober 2024.
Jakoetsk heeft een zeer gebrekkige wegverbinding, meestal half verhard en vol kuilen, via Tommot naar Neryungri, naar Magadan (de Bottenweg of Kolymatrakt) en een groot aantal bestemmingen in Jakoetië.

## Stadsbeeld
De stad is op een moeras gebouwd. Dankzij de haast permanent lage temperaturen is de bodem bijna altijd bevroren (permafrost) tot zo'n 400 meter diep. In de zomer echter kan een dun laagje daarvan tijdelijk ontdooien. Om het scheefzakken van gebouwen te vermijden, worden nieuwe bouwwerken steevast op betonnen palen gebouwd. De stad biedt een haveloos uitzicht, met veel scheefgezakte gebouwen die in schril contrast staan met de moderne nieuwbouwblokken aan de rand van het centrum. Veel oude houten gebouwen werden gewoon boven op de bevroren ondergrond opgetrokken en zakken door de warmte die ze uitstralen langzaam weg in de grond. Kenmerkend voor de stad is verder een Chinese markt en het feit dat het leven er ook bij temperaturen van -50°C gewoon doorgaat. Scholen gaan bijvoorbeeld pas dicht bij -52°C. Door de vrieskou blijven smog en uitlaatgassen in de winter vaak hangen.

## Onderwijs
De eerste kloosterschool werd gesticht in 1730 en de eerste parochieschool in 1789, gevolgd door de eerste burgerschool in 1808. In 1934 werd een pedagogisch instituut geopend in de stad, waaruit later de Staatsuniversiteit van Jakoetsk is voortgekomen. De stad heeft momenteel een groot aantal onderwijsinstellingen. Naar schatting een vierde van de bevolking volgt onderwijs aan een van deze instellingen. Er bevindt zich een Siberische afdeling van de Russische Academie van Wetenschappen, waartoe onder andere het Instituut voor Kosmofysisch Onderzoek en Aëronomie behoort, waar de Uitgebreide luchtdouche-installatie van Jakoetsk staat, een van de grootste kosmische stralingsdetector-opstellingen ter wereld en het Permafrostonderzoeksinstituut, dat zich richt op de oplossing van de problemen die gepaard gaan met het plaatsen van gebouwen op bevroren ondergronden (permafrost). Ook de Jakoetische Academie der Wetenschappen is in de stad gevestigd. Onderzoekinstituten houden zich vooral bezig met geografie, ecologie, landbouw, industrie en economie van Jakoetië; taal, geschiedenis en tradities van de Jakoeten en andere volken uit Noord-Rusland.

## Demografie
De stad huisvest met 210.642 inwoners (volkstelling 2002) 22% van de bevolking van de republiek en kent in tegenstelling tot veel andere Verre-Oosterse steden in Rusland een groeiend bevolkingsaantal. De bevolking is overwegend jong, met een gemiddelde leeftijd van 29.
De bevolking bestaat overwegend uit Russen (ongeveer twee derde) en Jakoeten (ongeveer een kwart). Daarnaast wonen er onder andere kleine minderheden Oekraïners, Wolga-Tataren, Boerjaten, Wit-Russen, Evenken, Evenen en Duitsers. De eerste 100 jaar na stichting werd de plaats bijna alleen door Russen bewoond, maar midden 18de eeuw kwamen ook steeds meer Jakoeten naar de stad. In de 19de eeuw vormden ze reeds een derde van de bevolking, hetgeen nu weer wat teruggelopen is. Hun aanwezigheid als relatief grote minderheid is bijzonder voor Rusland, daar steden in het algemeen vooral door Russen worden bevolkt. Naast Russisch wordt er ook veel Jakoets op straat gesproken.
| 1633 | 1824  | 1897  | 1926   | 1939   | 1959   | 1970    | 1979    | 1989    | 2002    |
| ---- | ----- | ----- | ------ | ------ | ------ | ------- | ------- | ------- | ------- |
| 200  | 2.500 | 6.500 | 11.000 | 53.000 | 74.000 | 108.000 | 152.300 | 186.626 | 210.642 |

## Cultuur

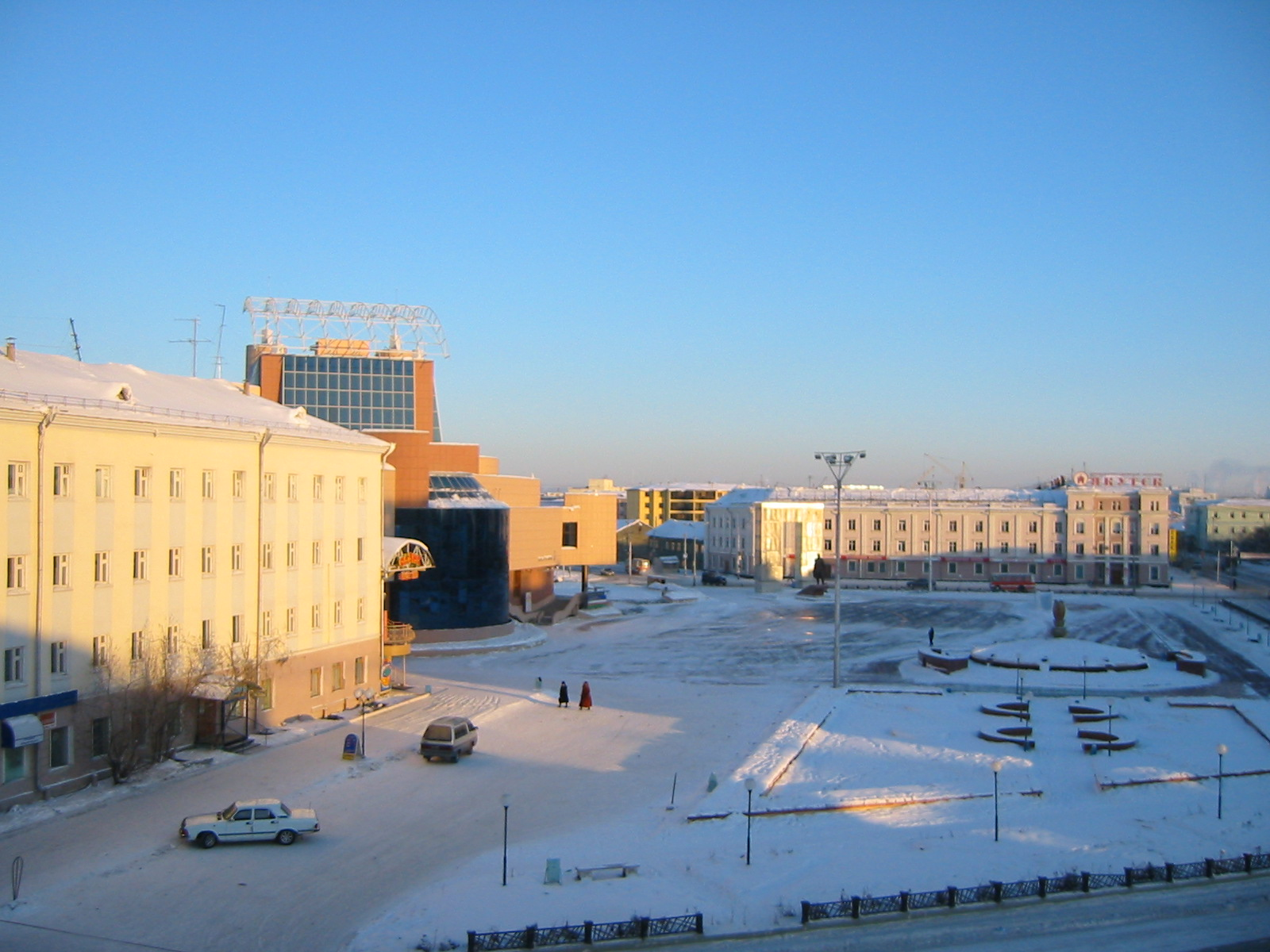
Het Jakoetië-theater in het centrum van Jakoetsk

In de stad bevindt zich het nieuwe Jakoetië-theater en 3 andere theaters en 15 musea, waaronder het mammoet-museum en het Museum voor de rijkdommen van de Republiek Sacha, dat collecties toont van de meest waardevolle diamanten (waaronder de grootste) en andere edelmetalen en mineralen en juwelen en als zodanig zwaar wordt bewaakt.
In 2020 werd het Gagarin Centrum voor Cultuur en Hedendaagse Kunst geopend in het Gagarin district van Jakoetsk.

## Partnersteden
Jakoetsk heeft een stedenband met
- Fairbanks (Verenigde Staten)
- Darmstadt (Duitsland)
- Murayama (Japan)
- Changwon (Zuid-Korea)
- Harbin (Volksrepubliek China)

Oeloesen: Abyjski · Aldanski · Allaichovski · Amginski · Anabarski · Boeloenski · Verchneviljoejski · Verchnekolymski · Verchojanski · Viljoejski · Gorny · Zjiganski · Kobjajski · Lenski · Megino-Kangalasski · Mirninski · Momski · Namski · Nerjoengrinski · Nizjnekolymski · Njoerbinski · Ojmjakonski · Olenjokski · Oljokminski · Srednekolymski · Soentarski · Tattinski · Tomponski · Oest-Aldanski · Oest-Majski · Oest-Janski · Changalasski · Tsjoeraptsjinski · Eveno-Bytantajski

Bestuurlijk centrum: Jakoetsk

Grote steden: Aldan · Lensk · Mirny · Nerjoengri · Njoerba · Oedatsjny · Oljokminsk · Pokrovsk · Srednekolymsk · Tommot · Verchojansk · Viljoejsk